# Carlos Monteiro
Carlos Augusto Monteiro (nacido el 8 de marzo de 1948) es un epidemiólogo brasileño que acuñó el término alimento ultraprocesado. En sus estudios ha vinculado la comida industrial con la obesidad e introdujo la denominada clasificación alimentaria "Nova" de relevancia mundial.

## Formación
Monteiro estudió Medicina en la Universidad de São Paulo entre 1967 y 1972. En 1977, culminó sus estudios de especialización con la residencia y un máster en medicina preventiva. Posteriormente, obtuvo un doctorado en salud pública en 1979. Como investigador postdoctoral, trabajó en la Universidad de Columbia de 1979 a 1981. En 1989 fue nombrado profesor titular de la Facultad de Salud Pública de la Universidad de São Paulo. Entre 1990 y 1992 trabajó en el departamento de nutrición de la Organización Mundial de la Salud, en Ginebra y fue profesor visitante en las universidades de Bonn y Ginebra. En 1992 regresó a São Paulo y desde entonces ha dirigido el Centro de Investigación Epidemiológica en Nutrición y Salud de la Universidad de São Paulo (NUPENS/USP).

## Carrera profesional e investigación
Su campo principal de investigación ha sido la salud pública en las zonas subdesarrolladas de Brasil y la prevención de la obesidad y otras enfermedades de la sociedad a raíz del crecimiento de la prosperidad. Monteiro y su equipo desarrollaron la clasificación Nova, que se utiliza en todo el mundo para medir el creciente consumo de alimentos ultraprocesados.
 
A partir de su clasificación, casi un centenar de estudios ha relacionado los alimentos ultraprocesados con un mayor riesgo de sufrir todo tipo de dolencias: diabetes, obesidad, enfermedades gastrointestinales, renales, respiratorias, incluso depresión.
Desde 2022 ha sido editor científico jefe de la revista brasileña de salud pública Revista de Saúde Pública  y fue coeditor de las revistas Public Health Nutrition y BMC Public Health. Desde 2010 es miembro de la Junta Consultiva de Expertos en Cuestiones de Nutrición de la OMS. 